# Resolutie 2098 Veiligheidsraad Verenigde Naties
Resolutie 2098 van de Veiligheidsraad van de Verenigde Naties werd op 28 maart 2013 unaniem aangenomen door de VN-Veiligheidsraad. De resolutie stond de MONUSCO-vredesmacht toe een offensiefe strijdmacht te vormen om gewapende rebellengroeperingen van binnen en buiten Congo-Kinshasa in dat land te neutraliseren en ontwapenen. Het mandaat van de vredesmacht werd tevens met een jaar verlengd.
Een aantal landen vreesden dat het "afdwingen van vrede" de neutraliteit van de VN in gevaar zou brengen en hadden liever een onafhankelijke brigade met specifieke taken, los van de vredesmacht, gehad. Het was de eerste keer dat een vredesmacht offensieve taken kreeg, al werd duidelijk gesteld dat het hier geen precedent betrof. Congo zelf stond achter de resolutie.

## Achtergrond
In 1994 braken in de Democratische Republiek Congo etnische onlusten uit die onder meer werden veroorzaakt door de vluchtelingenstroom uit de buurlanden Rwanda en Burundi. In 1997 beëindigden rebellen de lange dictatuur van Mobutu en werd Kabila de nieuwe president. In 1998 escaleerde de burgeroorlog toen andere rebellen Kabila probeerden te verjagen. Zij zagen zich gesteund door Rwanda en Oeganda. Toen de president in 2001 omkwam bij een mislukte staatsgreep werd hij opgevolgd door zijn zoon. Onder buitenlandse druk werd afgesproken verkiezingen te houden die plaatsvonden in 2006 en gewonnen werden door Kabila. Intussen zijn nog steeds rebellen actief in het oosten van Congo en blijft de situatie er gespannen.

## Inhoud
De Veiligheidsraad gaf de vredesmacht in de Democratische Republiek Congo toestemming om een "interventiebrigade" te vormen. Die moest de M23- en andere gewapende groeperingen in het oosten van dat land ontwapenen en neutraliseren. Daarbij werd het mandaat van MONUSCO verlengd tot 31 maart 2014.
M23, de Democratische Krachten voor de Bevrijding van Rwanda (FDLR) en het Verzetsleger van de Heer (LRA) werden zwaar veroordeeld. De nieuwe brigade moest offensieve operaties tegen hen uitvoeren – hetzij alleen, hetzij samen met het Congolese leger – om hun activiteiten te verstoren. De brigade zou bestaan uit drie infanteriebataljons, een artilleriebataljon, een speciale eenheid en een verkenningscompagnie met het hoofdkwartier in Goma en onder direct bevel van de commandant van MONUSCO. De brigade moest ook een duidelijke uitgangsstrategie hebben.
Op 24 februari 2013 hadden de Grote Merenlanden een akkoord inzake vrede en veiligheid ondertekend. De Veiligheidsraad stond erop dat de elf ondertekenaars hun woord nakwamen. De overeengekomen afspraken volgden in de bijlagen bij deze resolutie.

### Bijlage A - De afspraken tussen de Grote Merenlanden
- Zich niet bemoeien met interne aangelegenheden van buurlanden,
- Gewapende groeperingen tolereren noch ondersteunen,
- De soevereiniteit en territoriale integriteit van buurlanden respecteren,
- Regionale samenwerking versterken door betere economische integratie met speciale aandacht voor grondstoffen,
- De belangen van buurlanden respecteren; zeker inzake veiligheid,
- Personen die worden beschuldigt van oorlogsmisdaden, misdaden tegen de menselijkheid, genocide of vallende onder het sanctieregime opnemen noch beschermen,
- Juridische samenwerking in de regio.

### Bijlage B - De afspraken met Congo
- De veiligheidssector (leger en politie) verder hervormen,
- Het staatsgezag doen gelden, vooral in het oosten, en voorkomen dat gewapende groepen buurlanden destabiliseren,
- Verder decentraliseren,
- Economische ontwikkeling, waaronder infrastructuurontwikkeling en basisdienstverlening,
- Hervorming van overheidsinstellingen en financiën,
- Verzoening, tolerantie en democratisering.

## Verwante resoluties
- Resolutie 2076 Veiligheidsraad Verenigde Naties (2012)
- Resolutie 2078 Veiligheidsraad Verenigde Naties (2012)
- Resolutie 2136 Veiligheidsraad Verenigde Naties (2014)
- Resolutie 2147 Veiligheidsraad Verenigde Naties (2014)

Lijst ·  2086 ·  2087 ·  2088 ·  2089 ·  2090 ·  2091 ·  2092 ·  2093 ·  2094 ·  2095 ·  2096 ·  2097 ·  2098 ·  2099 ·  2100 ·  2101 ·  2102 ·  2103 ·  2104 ·  2105 ·  2106 ·  2107 ·  2108 ·  2109 ·  2110 ·  2111 ·  2112 ·  2113 ·  2114 ·  2115 ·  2116 ·  2117 ·  2118 ·  2119 ·  2120 ·  2121 ·  2122 ·  2123 ·  2124 ·  2125 ·  2126 ·  2127 ·  2128 ·  2129 ·  2130 ·  2131 ·  2132